# Katterat (stacja kolejowa)
Katterat – stacja kolejowa w Katterat, w regionie Nordland, w Norwegii. Jest położona 29,73 km na wschód od Narwiku, na wysokości 373,5 m n.p.m., na linii Ofotbanen.
Stacja obsługuje ruch pasażerski z Kiruną, Luleå i Sztokholmem w liczbie 4 pociągów dziennie, a odprawa pasażerów odbywa się w pociągu. Jedynym przewoźnikiem są szwedzkie linie kolejowe SJ AB.